# Višja vojaškoletalska tehniška akademija Jugoslovanske ljudske armade
Višja vojaškoletalska tehniška akademija JLA (srbohrvaško: Viša vojnovazduhoplovna tehniška akademija) je bila vojaška akademija, ki je delovala v sestavi Jugoslovanske ljudske armade.

## Zgodovina
Akademija je bila ustanovljena leta 1970 z namenom visokega študija za častnike vojnega letalstva, ki so končali Vojaškoletalsko tehniško akademijo; šolanje je trajalo med 2,5 in 3 leti v dveh smereh: raketni in tehniško-elektronski.
Ponujala je tudi podiplomski študij.